# قورباغه پلنگی شمال غرب مکزیک
قورباغه پلنگی شمال غرب مکزیک (نام علمی: Lithobates magnaocularis) نام یک گونه از تیره قورباغه‌های اصلی است.